# Еппесен, Карл

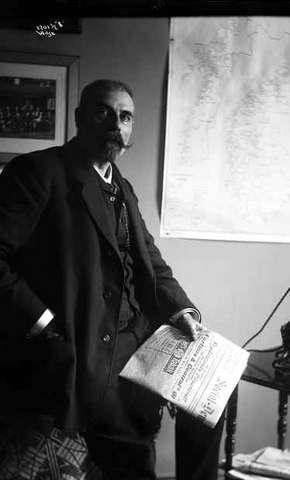
Еппесен в 1908 году с экземпляром газеты «Social-Demokraten»

Карл Еппесен (норв. Carl Jeppesen; 16 марта 1858, Копенгаген — 26 января 1930, Осло) — норвежский рабочий, редактор газеты и политик датского происхождения. Он редактировал газету «Social-Demokraten» с 1887 по 1892 год и с 1906 по 1912 год. Еппесен был одним из основателей норвежской Рабочей партии и занимал пост её председателя в течение двух периодов: с 1890 по 1892 год и с 1894 по 1897 год. Он занимал пост мэра Кристиании (Осло) с 1917 по 1919 год.

## Личная жизнь
Карл Еппесен родился в Копенгагене, будучи сыном Йенса Еппесена и Марии Фредрикки Петрины Тауэр. Он рос в Копенгагене в семье с приёмными родителями, будучи усыновлённым ещё годовалым ребёнком. В 1878 году Еппесен женился на Гульде Йоханне Шмидт. Он умер в Осло в 1930 году.

## Карьера
Еппесен начинал свою трудовую деятельность, работая на производстве сигар. После нескольких периодов безработицы он осел в Кристиании в 1878 году, где устроился мастером по изготовлению кистей. В 1881 году он основал щёточную фабрику, которой управлял вместе с женой до 1887 года. В 1885 году Еппесен вступил в организацию «Den socialdemokratiske Forening». С 1886 года он возглавлял организацию, а также редактировал её газету «Social-Demokraten» (бывшую «Vort Arbeide») до 1892 года. Еппесен был делегатом на учредительном собрании норвежской Рабочей партии в Арендале, прошедшем в 1887 году, и отвечал за разработку партийной программы. В 1889 году он организовал забастовку среди женщин-спичечниц в Кристиании. Еппесен был председателем норвежской Рабочей партии с 1890 по 1892 год. С 1892 года он управлял сигарным магазином, но продолжал работать в газете, в которой пост редактора занял Кристиан Холтерман Кнудсен. С 1894 по 1897 год Еппесен во второй раз председательствовал в Рабочей партии. Он был членом городского совета Кристиании с 1898 по 1925 год и занимал пост мэра столицы Норвегии с 1917 по 1919 год. Еппесен также работал редактором в «Social-Demokraten» с 1906 по 1912 год. Он был одним из основателей Норвежской ассоциации прессы в 1910 году и возглавлял эту организацию с 1920 по 1922 год. На парламентских выборах 1921 года он был кандидатом от Социал-демократической рабочей партии.
В 1951 году вышел сборник статей, песен и стихов Еппесена.